# Nallur
Nallur è una suddivisione dell'India, classificata come town panchayat, di 15.266 abitanti, situata nel distretto di Kanyakumari, nello stato federato del Tamil Nadu. In base al numero di abitanti la città rientra nella classe IV (da 10.000 a 19.999 persone).

## Geografia fisica
La città è situata a 08° 17' 41 N e 77° 12' 59 E.

## Società

### Evoluzione demografica
Al censimento del 2001 la popolazione di Nallur assommava a 15.266 persone, delle quali 7.673 maschi e 7.593 femmine. I bambini di età inferiore o uguale ai sei anni assommavano a 1.613, dei quali 797 maschi e 816 femmine. Infine, coloro che erano in grado di saper almeno leggere e scrivere erano 11.910, dei quali 6.258 maschi e 5.652 femmine.